# Sherry Buchanan
Sherry Buchanan (* ~1954 in Biloxi, Mississippi als Chery Lee Buchanan) ist eine US-amerikanische Schauspielerin.

## Leben
Buchanan wuchs in New Orleans auf und arbeitete nach ihrem Schulabschluss 1973 als Produktionsassistentin bei den in Louisiana stattfindenden Dreharbeiten zur Italowestern-Produktion Mein Name ist Nobody. Sie zog daraufhin nach Rom, wo sie bereits im darauf folgenden Jahr ihr Spielfilmdebüt im Giallo Der Tod trägt schwarzes Leder an der Seite von Mario Adorf hatte. 1977 spielte sie neben John Huston, Shelley Winters und Henry Fonda im Horrorfilm Der Polyp – Die Bestie mit den Todesarmen. Beim 1977 veröffentlichten Poliziottesco Dealer Connection – Die Straße des Heroins agierte sie in der weiblichen Hauptrolle als Vera. 1979 war sie als Emanuela im an die Emanuelle-Filme angelehnten Erotikfilm Intime Beichte einer Frau zu sehen. Eine weitere weibliche Hauptrolle hatte sie in Marino Girolamis Low-Budget-Horrorfilm Zombies unter Kannibalen. Beim in Deutschland auch als Star Crash II vermarkteten Science-Fiction-Film Flucht von Galaxy III war sie letztmals in einer Hauptrolle zu sehen.
1981 spielte sie in zwei Folgen der italienisch-britischen Miniserie Die Möveninsel, die für die Kinoauswertung zum Film Killermöven greifen an umgeschnitten wurde. Mitte der 1980er Jahre hatte sie noch zwei kleine Filmrollen, beendete danach jedoch ihre Karriere. 2016 erschien der Dokumentar-Kurzfilm Sherry Holocaust: Interview with Actress Sherry Buchanan, in dem Buchanan über ihre Karriere beim italienischen Film sprach.

## Filmografie (Auswahl)
- 1974: Der Tod trägt schwarzes Leder (La polizia chiede aiuto)
- 1977: Der Polyp – Die Bestie mit den Todesarmen (Tentacoli)
- 1977: Dealer Connection – Die Straße des Heroins (La via della droga)
- 1978: Der Angriff kommt aus dem All, und auf der Erde herrscht Terror (Occhi dalle stelle)
- 1978: Junge Mädchen zur Liebe gezwungen (La settima donna)
- 1978: Intime Beichte einer Frau (Il mondo porno di due sorelle)
- 1980: Zombies unter Kannibalen (Zombi Holocaust)
- 1981: Flucht von Galaxy III (Giochi erotici nella 3a galassia)
- 1981: Killermöwen greifen an (The Secret of Seagull Island)
- 1986: Killerhaus – Horror der grausamsten Art (Crawlspace)
- 1987: Eine italienische Affäre (Capriccio)